# Az-Zâhir Sayf ad-Dîn Bilbay Al-Muyyadi
Pour les articles homonymes, voir Az-Zahir et Sayf ad-Dîn.
Az-Zâhir Sayf ad-Dîn Bilbay Al-Mu'ayyadî ou Bilbay ou Yalbay est un sultan mamelouk burjite qui règne en Égypte en 1467 et 1468.

## Biographie
Le sultan Khuchqadam décède en octobre 1467 sans avoir désigné de successeur. Deux émirs s'affrontent Bilbay et Timurbugha. Bilbay d'origine circassienne réussit à prendre le trône mais son rival soutenu par les partisans de Khuchqadam, ne tarde pas à le renverser quelques mois après.